# 郯伯姬
郯伯姬，春秋时期鲁国人，嫁给了郯国国君为夫人。
春秋经传及其注疏没有说明她的父亲是谁，也没有写出她的丈夫郯国国君的名字。前593年（周定王十四年、鲁宣公十六年）六月，郯伯姬回到鲁国，就是被休弃。根据《左传》解释，《春秋》的书法，称呼被夫家休弃叫“来归”。